# 麒麟区
麒麟区是中华人民共和国云南省曲靖市下属的一个市辖区，是曲靖市人民政府所在地。麒麟区位于云南省东部，全区面积1544平方千米，2020年总人口99.63万人，區人民政府駐南宁街道。

## 行政区划
麒麟区下辖13个街道办事处、3个镇（西城街道、翠峰街道由曲靖经济技术开发区托管）：
南宁街道、建宁街道、白石江街道、寥廓街道、西城街道、益宁街道、文华街道、太和街道、潇湘街道、翠峰街道、三宝街道、沿江街道、珠街街道、越州镇、茨营镇和东山镇。

## 经济
2022年，麒麟区生产总值达1,173.54亿元，按可比价格计算，比上年增长8.6%。其中第一产业增加值33.44亿元，增长4.9%；第二产业增加值605.67亿元，增长13.4%；第三产业增加值534.43亿元，增长4.2%。三次产业结构为2.9∶51.6∶45.5。人均生产总值117,214元。城乡常住居民人均可支配收入分别为48,137元、23,408元。职工年平均工资107,857元。地方一般公共预算收入15.00亿元，人均1,499元。地方一般公共预算支出48.00亿元，人均4,794元。

## 人口
2020年第七次人口普查结果，麒麟区总人口（常住人口）共有996,279人，城镇人口781,208人（占78.41%），乡村人口215,071人（占21.59%）。共有男性499,764人、女性496,515人，性别比为100.65。0—14岁人口共184,772人（占18.55%），15—59岁人口共679,818人（占68.24%），60岁及以上人口共131,689人（占13.22%），其中65岁及以上人口共94,752人（占9.51%）。大学专科学历及以上人口有199,008人，15岁以上的文盲有31,688人，占15岁以上人口的3.90%。

## 交通
- 杭瑞高速、 沪昆高速、 曲砚高速、 易弥高速、 玉江高速、 248国道、 320国道、 326国道过境。
- 沪昆铁路：曲靖站